# Nhà thờ Domaine de Marie

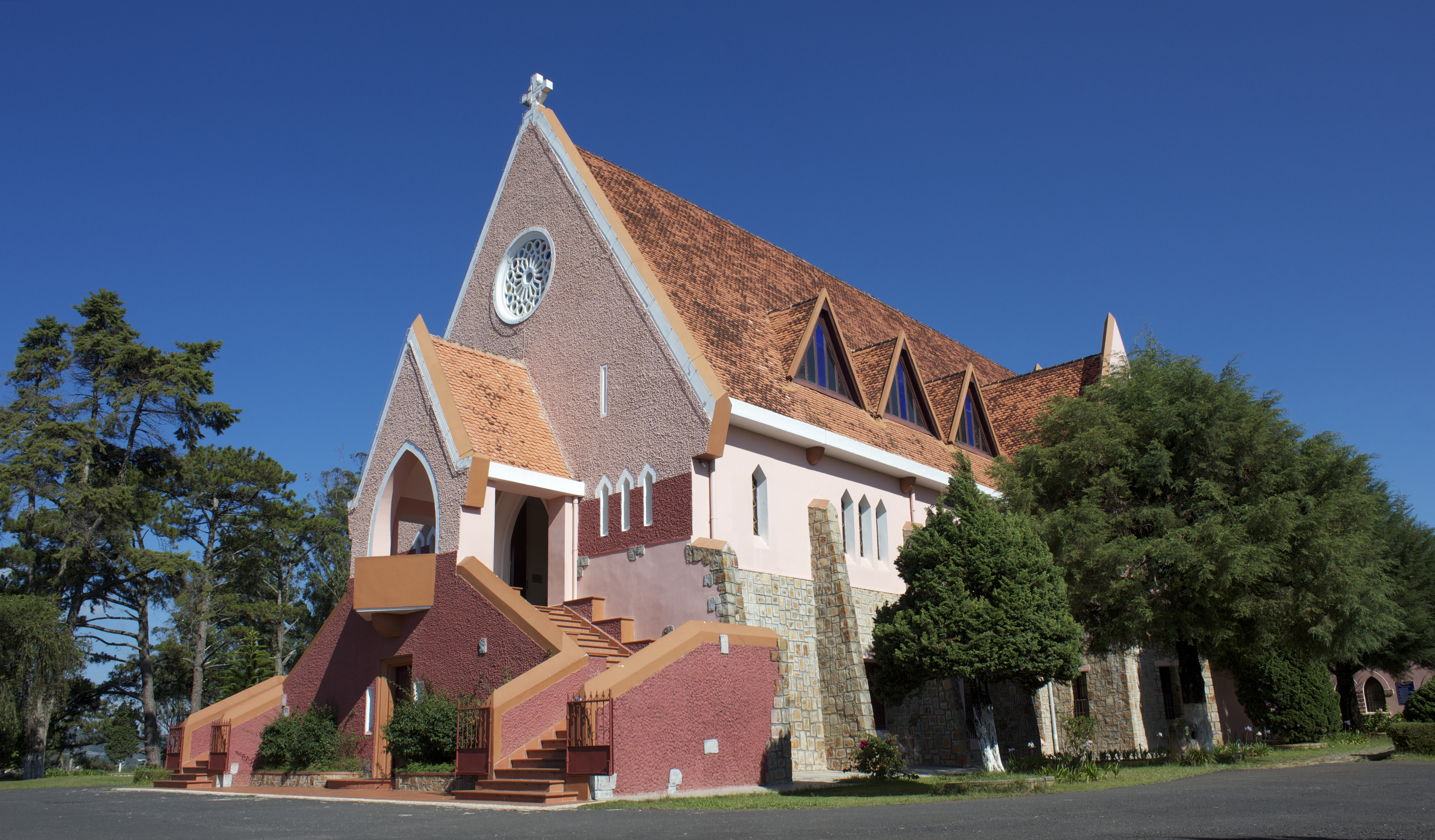
Nhà thờ Domaine de Marie

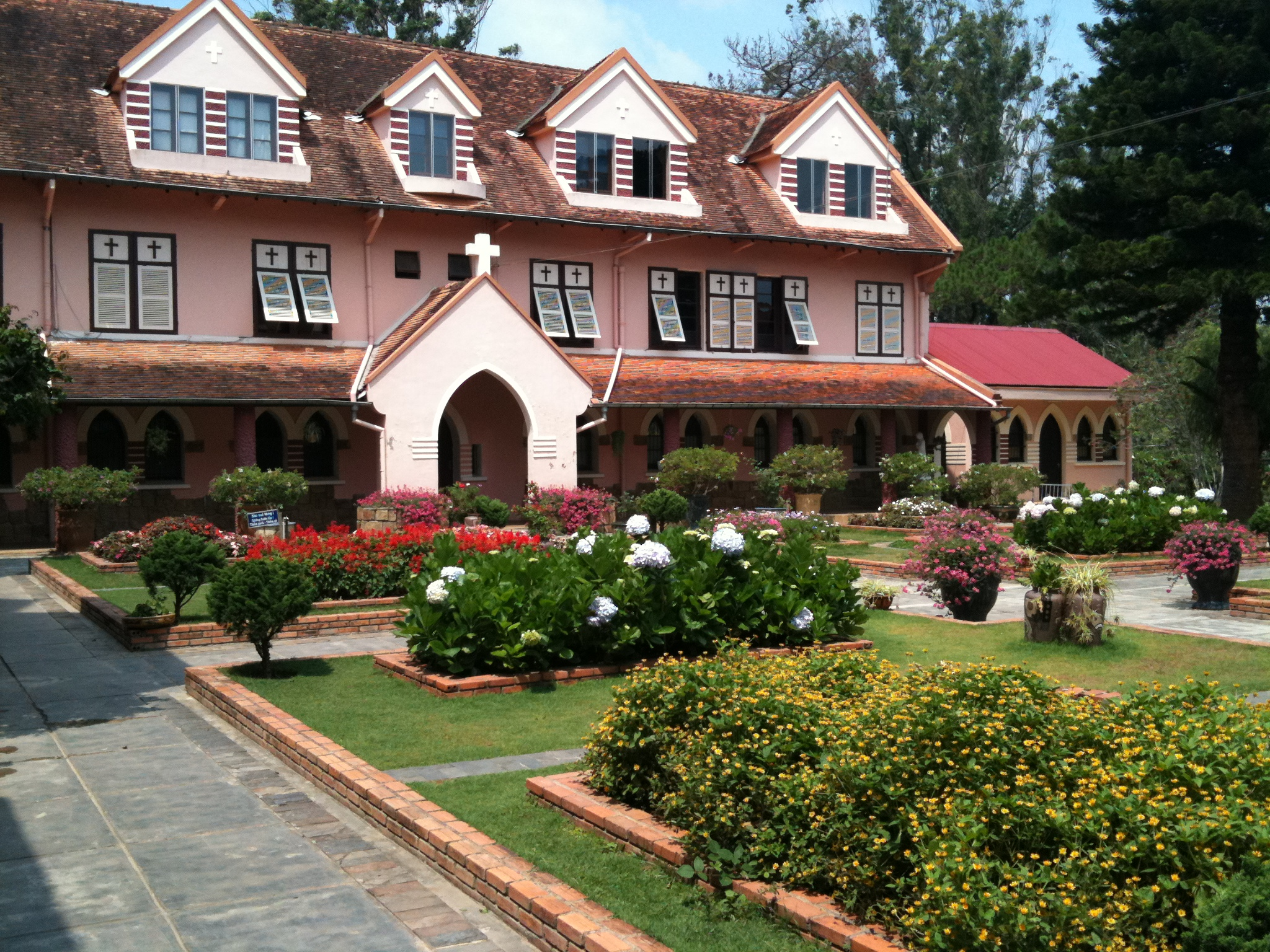
Khuôn viên bên trong của nhà thờ Domaine de Marie

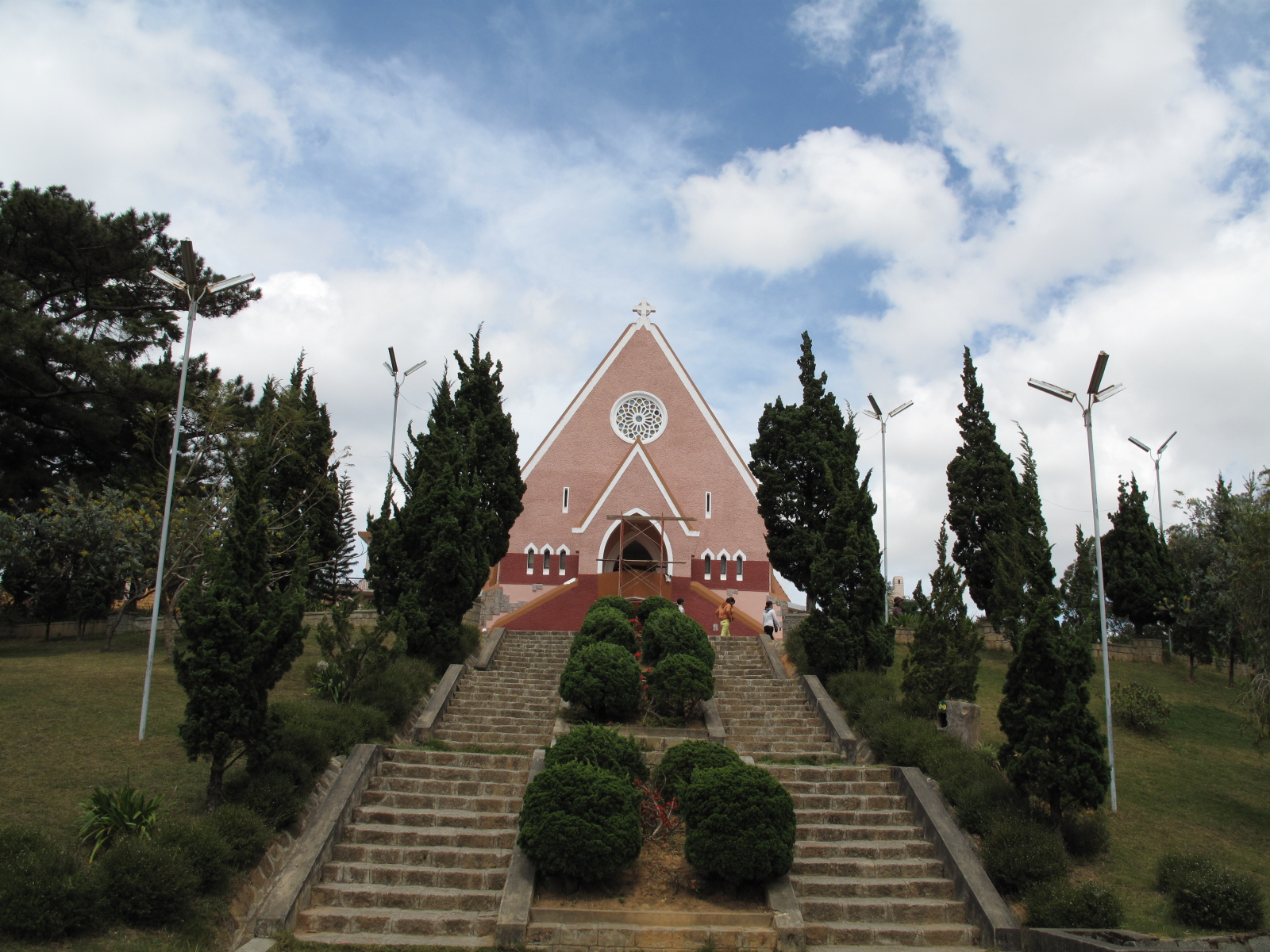

Nhà thờ Domaine de Marie còn được gọi là Nhà thờ Vinh Sơn (vì là nguyện đường của các sœurs Nữ Tử Bác Ái Vinh Sơn), Nhà thờ Mai Anh (vì trước đây khu vực này có rất nhiều hoa mai anh đào). Đây là một cụm kiến trúc bao gồm nhà nguyện và hai dãy nhà tu viện nữ tử Bác Ái Thánh Vinh Sơn với tổng diện tích 12 ha nằm tại số 1 đường Ngô Quyền, phường Cam Ly – Đà Lạt cách trung tâm tỉnh vào khoảng 1 km về hướng tây nam.

## Lịch sử
Nhà thờ được xây dựng từ năm 1938. Từ năm 1943, nhà thờ được xây dựng lại với một dạng kiến trúc độc đáo .
Trước đây nhà thờ là tu viện chính của Dòng tu nữ tử Bác Ái Thánh Vinh Sơn (từ năm 1940 – 1943). Sau năm 1975, ngoài nhà nguyện và hai dãy tu viện, các cơ sở khác đã được sử dụng cho các mục đích công ích. Ở đây sơ đã nuôi rất nhiều trẻ em mồ côi và dạy nghề cho các em như dệt, thêu, vẽ tranh.

## Kiến trúc
Bố cục kiến trúc nhà thờ có nhiều điểm cách tân so với các nhà thờ cổ điển phương Tây. Vẫn là dạng mặt bằng chữ thập nhưng tỷ lệ có phần tự do hơn: chiều rộng 11 m và chiều dài là 33 m. Có hai đường bậc thang đi lên cửa chính và nhập lại ở sảnh chính.
Tiền đình được thiết kế là một hình tam giác cân, trên đỉnh nhọn của nóc mái có gắn một cây thánh giá, phía trước được tô điểm bởi các cửa vòm nhỏ hình lưỡi mác. Chính giữa mặt đứng, phía gần đỉnh mái có một cửa sổ hoa hồng hình tròn. Chi tiết này thường xuất hiện trong các nhà thờ của Pháp cuối thế kỷ XVII.
Hệ thống mái, có hình dáng tựa như nhà rông của đồng bào dân tộc Tây Nguyên. Mái nhà có độ dốc khá lớn, được lợp ngói màu đỏ sản xuất ở Việt Nam. Hệ vì kèo gỗ được chế tạo tinh vi góp phần vào việc hình thành một không gian nội thất trong nhà thờ. Các cửa sổ mái nhô ra từ phần mái lớn vừa tạo những điểm nhấn duyên dáng cho một diện tích mái khá lớn, vừa là nơi gắn những tấm kính màu (xuất xứ từ Pháp) chiếu sáng cho không gian thánh đường thêm phần lung linh, huyền ảo.
Phần tường được xây bằng đá chẻ tới ngang bệ cửa sổ theo kiểu kiến trúc vùng Normandie (miền Bắc nước Pháp). Tường dưới mái xây khá dày và các cửa được thiết kế sâu vào bên trong, do đó ở mặt bên của công trình có thể nhận thấy rõ các mảng đặc - rỗng, sắc độ đậm nhạt -sáng tối, làm cho mặt bên của công trình càng thêm ấn tượng và độc đáo. Từ khi hoàn thành cho đến nay nhà thờ chỉ dùng vôi màu hồng đậm để quét tường.
Nhà thờ thời gian đầu xây dựng không có tháp chuông. Hiện tại nhà thờ đã có tháp chuông, tháp được đặt ở ngay phía sau ngôi chánh điện với quả chuông nhỏ. Trong nhà thờ có tượng Đức Mẹ đứng trên quả địa cầu tạc theo hình mẫu của phụ nữ Việt Nam, do Jonchère - một kiến trúc sư người Pháp thiết kế, cao 3 m nặng 1 tấn, được làm năm 1943 và do phu nhân toàn quyền Đông Dương Decoux (Suzanne Humbert) dâng tặng. 

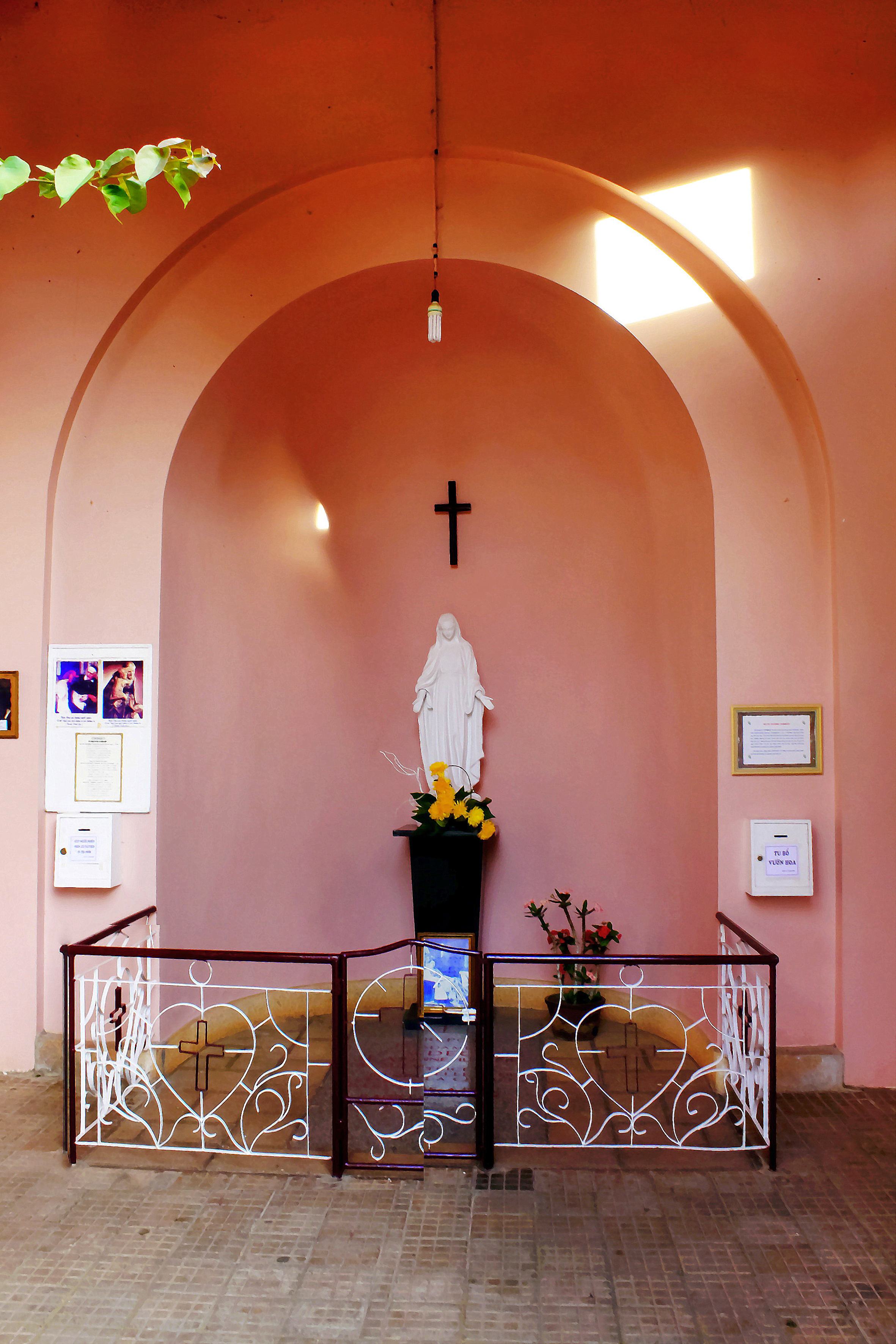
Phần mộ phu nhân Toàn quyền Đông Dương Decoux

Phía sau nhà thờ là phần mộ của bà Decoux, để hoàn thành tâm nguyện của bà và để ghi nhớ công ơn của bà, người có công trong việc giúp xây dựng nhà thờ. Bà đã bị tai nạn trong một chuyến đi từ Sài Gòn ra Đà Lạt tại đèo Prenn, sau đó được đưa đi cấp cứu tại Bệnh viện Đa khoa Lâm Đồng nhưng vì vết thương quá nặng nên bà đã qua đời tại đó vào năm 1944).
Phía sau nhà thờ là một quần thể kiến trúc được thiết kế theo kiểu hiện đại với ba dãy nhà 3 tầng của dòng Nữ tu Bác Ái, bao quanh vườn trong, tường quét vôi màu vàng, mái lợp ngói đỏ.